# Eugene Holiday
Eugene Holiday es el primer gobernador de San Martín (Países Bajos), que se convirtió en un país constituyente del Reino de los Países Bajos el 10 de octubre de 2010,  Fue instalado por el Consejo de Ministros del Reino de los Países Bajos el 7 de septiembre de 2010 y juramentado por la Reina Beatriz el 30 de septiembre en la Haya, Países Bajos Antes de asumir su actual cargo, fue presidente del Aeropuerto Internacional Princesa Juliana en una  administración que duro al menos 12 años y en las que ejecutó diversos obras y mejoras.